# Quatro Cinco Um
Quatro Cinco Um é um periódico independente brasileiro de crítica de livros, publicado em diferentes plataformas (revista impressa, podcasts, site, newsletters e eventos) pela Associação Quatro Cinco Um, organização sem fins lucrativos voltada para a difusão do livro na sociedade brasileira.
Tendo como diretores os jornalistas Paulo Werneck e Humberto Werneck, a revista cobre cerca de 20 diferentes áreas da produção editorial brasileira, com destaque para a literatura, os direitos humanos e a divulgação científica. Seu modelo de sustentação é baseado em assinaturas, vendas em bancas e livrarias, anúncios do mercado editorial, doações privadas e projetos do Terceiro Setor em torno do livro e da leitura.
A revista foi inspirada nos book reviews (revistas de resenhas de livros) estrangeiros, como a London Review of Books e o The New York Review of Books, publicando resenhas de lançamentos de ficção e não ficção que servem como alicerce para a discussão de temas de interesse da sociedade. Ao final de cada edição impressa, o Listão reúne cerca de cem notas sobre lançamentos do mês em diferentes áreas.
O título faz referência ao romance distópico Fahrenheit 451, de Ray Bradbury, no qual livros são proibidos e incinerados a 451 °F (aproximadamente 233 °C) - a temperatura de combustão do papel.
A Quatro Cinco Um é afiliada à Ajor (Associação de Jornalismo Digital) e integra a rede LEQT (Leitura e Escrita de Qualidade para Todos).

## História
A revista foi criada em 2017, por Paulo Werneck e Fernanda Diamant, apenas em edição impressa. A Quatro Cinco Um teve tiragem inicial de 35 mil exemplares, tendo sido distribuída gratuitamente por seis meses para os assinantes da revista Piauí.
Por ocasião de seu lançamento, a revista realizou, em parceria com o Sesc São Paulo, o seminário Livros em Revista, com editores de publicações de crítica de livros do Brasil, Portugal, França e Argentina.
Em dezembro de 2018, a Quatro Cinco Um recebeu o Prêmio IPL Retratos da Leitura, concedido pelo Instituto Pró-Livro, na categoria Mídia.
Em março de 2019, Diamant deixou a Associação Quatro Cinco Um, permanecendo como editora de divulgação científica da revista até dezembro de 2020.
Em julho de 2019, estreou o podcast de entrevistas 451 MHz, publicado duas vezes por mês, com produção da Rádio Novelo. O programa é apresentado por Paulo Werneck e traz entrevistas com escritores, críticos e intelectuais. O podcast foi finalista do Prêmio Jabuti em 2020, na categoria Fomento à Leitura do eixo Inovação, e foi selecionado entre os melhores podcasts de 2019 pelo Spotify.
Em outubro de 2019, a revista publicou sua terceira edição Especial Infantojuvenil, com os melhores livros para crianças e jovens, tendo a atriz Fernanda Montenegro como modelo da capa, interpretando uma bruxa prestes a queimar numa fogueira de livros. O ensaio, dirigido por Luciano Schmitz com fotos de Mariana Maltoni, alcançou grande repercussão. 
Em março de 2020, a Quatro Cinco Um passou a integrar a rede LEQT (Leitura e Escrita de Qualidade para Todos), que reúne mais de 80 projetos brasileiros em torno do livro e da leitura. 
Em outubro de 2020, a Quatro Cinco Um produziu e lançou o podcast de divulgação científica Vinte Mil Léguas, sobre as trilhas literárias e científicas de Charles Darwin em A origem das espécies. Com direção de Fernanda Diamant e apresentação e roteiro de Sofia Nestrovski e Leda Cartum, o podcast teve apoio do Instituto Serrapilheira e foi realizado em parceria com a livraria Megafauna, que produziu e lançou a segunda temporada.